# Brady Leman
Brady Leman (Calgary, 16 oktober 1986) is een Canadese freestyleskiër. Hij vertegenwoordigde zijn vaderland op de Olympische Winterspelen 2014 in Sotsji en op de Olympische Winterspelen 2018 in Pyeongchang.

## Carrière
Bij zijn wereldbekerdebuut, in januari 2009 in St. Johann in Tirol, scoorde Leman direct wereldbekerpunten. Op de wereldkampioenschappen freestyleskiën 2009 in Inawashiro eindigde de Canadees als veertiende op het onderdeel skicross. In januari 2010 behaalde hij zijn eerste toptienklassering in een wereldbekerwedstrijd. Tijdens de Winter X Games 2010 in Aspen veroverde Leman de bronzen medaille op het onderdeel skicross. De Canadees was geselecteerd voor de Olympische Winterspelen 2010 in Vancouver, door een blessure die hij vlak voor de wedstrijd opliep kon hij niet in actie komen.
Door de blessure die Leman in Vancouver opliep miste hij het volledige wereldbekerseizoen 2010/2011. Bij zijn terugkeer in het wereldbekercircuit, op 17 december 2011 in Innichen, boekte hij zijn eerste wereldbekerzege. In Voss nam de Canadees deel aan de wereldkampioenschappen freestyleskiën 2013. Op dit toernooi eindigde hij als vijftiende op het onderdeel skicross. Tijdens de Olympische Winterspelen van 2014 in Sotsji eindigde Leman als vierde op de skicross. 
Op de wereldkampioenschappen freestyleskiën 2015 in Kreischberg eindigde hij als vijfde op het onderdeel skicross. In de Spaanse Sierra Nevada nam de Canadees deel aan de wereldkampioenschappen freestyleskiën 2017. Op dit toernooi eindigde hij als vijfde op het onderdeel skicross. Tijdens de Olympische Winterspelen van 2018 in Pyeongchang veroverde Leman de gouden medaille op het onderdeel skicross.
Op de wereldkampioenschappen freestyleskiën 2019 in Park City sleepte hij de zilveren medaille in de wacht op de skicross. In Idre Fjäll nam de Canadees deel aan de wereldkampioenschappen freestyleskiën 2021. Op dit toernooi eindigde hij als twintigste op de skicross.

## Resultaten

### Olympische Winterspelen
| Jaar | Plaats      | Resultaten  |
| ---- | ----------- | ----------- |
| 2014 | Sotsji      | 4e Skicross |
| 2018 | Pyeongchang | Skicross    |

### Wereldkampioenschappen
| Jaar | Plaats        | Resultaten   |
| ---- | ------------- | ------------ |
| 2009 | Inawashiro    | 14e Skicross |
| 2013 | Voss          | 15e Skicross |
| 2015 | Kreischberg   | 5e Skicross  |
| 2017 | Sierra Nevada | 7e Skicross  |
| 2019 | Park City     | Skicross     |
| 2021 | Idre Fjäll    | 20e Skicross |

### Wereldbeker
Eindklasseringen
| Seizoen   | Algm | SX     |
| --------- | ---- | ------ |
| 2008/2009 | 66e  | 20e    |
| 2009/2010 | 71e  | 22e    |
| 2011/2012 | 7e   | Zilver |
| 2012/2013 | 23e  | 5e     |
| 2013/2014 | 26e  | 8e     |
| 2014/2015 | 23e  | 6e     |
| 2015/2016 | 15e  | Brons  |
| 2016/2017 | 6e   | Zilver |
| 2017/2018 | 54e  | 11e    |
| 2018/2019 | 20e  | 4e     |
| 2019/2020 | 21e  | Brons  |

Wereldbekerzeges
| Datum            | Plaats        | Onderdeel |
| ---------------- | ------------- | --------- |
| 17 december 2011 | Innichen      | Skicross  |
| 3 februari 2012  | Blue Mountain | Skicross  |
| 12 februari 2017 | Idre          | Skicross  |
| 5 maart 2017     | Blue Mountain | Skicross  |
| 26 januari 2019  | Blue Mountain | Skicross  |